# Франклин (Северна Каролина)
Франклин (енгл. Franklin) град је у америчкој савезној држави Северна Каролина.

## Демографија
По попису из 2010. године број становника је 3.845, што је 355 (10,2%) становника више него 2000. године.
| Група             | 2000.         | 2010.         |
| Белци             | 3.246 (93,0%) | 3.165 (82,3%) |
| Афроамериканци    | 69 (2,0%)     | 81 (2,1%)     |
| Азијати           | 22 (0,6%)     | 30 (0,8%)     |
| Хиспаноамериканци | 105 (3,0%)    | 500 (13,0%)   |
| Укупно            | 3.490         | 3.845         |